# Allopiophila luteata
Allopiophila luteata – gatunek muchówki z rodziny sernicowate i podrodziny Piophilinae.
Gatunek ten opisany został w 1833 roku przez Alexandra Henry’ego Halidaya jako Piophila luteata.
Muchówka o ciele długości od 2,5 do 3 mm. Chetotaksja głowy cechuje się m.in. rozbieżnymi szczecinkami zaciemieniowymi, obecnością wibrys i szczecinek orbitalnych oraz zwykle dobrze rozwiniętymi szczecinkami przyoczkowymi. Barwa czoła i policzków jest głównie żółta lub czerwona. Tułów charakteryzuje błyszcząca, niepomarszczona powierzchnia śródplecza, obecność szczecinek barkowych oraz błyszczące propleury. Brawa tułowia i odwłoka jest czarna. Skrzydła odznaczają się żyłką kostalną przyciemnioną w rejonie żyłki subkostalnej i pierwszej radialnej. Odnóża są głównie żółte.
Owad znany z Wielkiej Brytanii, Francji, Holandii, Niemiec, Danii, Szwecji, Finlandii, Szwajcarii, Polski, Czech, Węgier, europejskiej części Rosji i nearktycznej Ameryki Północnej.